# Commelle-Vernay
Commelle-Vernay ist eine französische Gemeinde mit 3.041 Einwohnern (Stand: 1. Januar 2022) im Département Loire in der Region Auvergne-Rhône-Alpes. Sie gehört zum Arrondissement Roanne und zum Kanton Le Coteau. Commelle-Vernay ist Mitglied im Gemeindeverband Roannais Agglomération. Die Einwohner werden Commellois(es) genannt.

## Geografie
Commelle-Vernay liegt etwa fünf Kilometer südlich von Roanne am Ostufer der Loire. Umgeben wird Commelle-Vernay von den Nachbargemeinden Roanne im Norden, Le Coteau im Nordosten, Parigny im Osten, Saint-Cyr-de-Favières im Südosten, Cordelle im Süden, Saint-Jean-Saint-Maurice-sur-Loire im Südwesten sowie Villerest im Westen. 

## Geschichte
Die Gemeinde wurde 1840 aus den Gemeinden Commelle und Vernay gebildet.

### Bevölkerungsentwicklung
| Jahr                       | 1962 | 1968 | 1975 | 1982 | 1990 | 1999 | 2006 | 2017 |
| -------------------------- | ---- | ---- | ---- | ---- | ---- | ---- | ---- | ---- |
| Einwohner                  | 836  | 912  | 1382 | 2502 | 2872 | 2792 | 2849 | 2955 |
| Quellen: Cassini und INSEE |      |      |      |      |      |      |      |      |

## Sehenswürdigkeiten

Kirche Notre-Dame

- Kirche Notre-Dame